# Corriol de Malàisia
El corriol de Malàisia (Anarhynchus peronii) és una espècie d'ocell de la família dels caràdrids (Charadriidae) que habita platges de sorra i aiguamolls de les costes i illes properes de la Península Malaia, sud del Vietnam, Sumatra, Borneo, Sulawesi, Illes Petites de la Sonda i Filipines.